# Slam!
SLAM! (Akronym für Sound Lifestyle And More), bis August 2015 SLAM!FM, ist ein privater Hörfunksender aus den Niederlanden. Die Playlist besteht hauptsächlich aus Mainstream-Pop, elektronische Tanzmusik und R&B. Die Station hat den Slogan „Play music, play life“ " boost your life dit is slam!" und richtet sich an die Zielgruppe der 13- bis 34-Jährigen.

## Geschichte
Der Sender startete Mitte der 1990er Jahre unter dem Namen „New Dance Radio“. Damals konnte man die Station ausschließlich über das niederländische Kabelnetz empfangen.
Im Jahr 2000 übernahm das Medienunternehmen ID&T den Sender und benannte diesen in SLAM!FM um. Ab 2001 hieß der Sender „ID&T Radio“.
Nach der Frequenzvergabe im Jahr 2003 war der Radiosender schließlich auch über UKW zu empfangen. Zu diesem Zeitpunkt sendete man noch ohne eigenproduzierte Sendungen. Das änderte sich im Laufe des Jahres 2004. Im Jahr 2005 übernahmen Lex Harding und Ruud Hendriks die Mehrheit der Anteile an dem Sender. Sie gaben der Station Anfang 2005 wieder den alten Namen SLAM!FM.
2011 wurde der Radiosender von RTL Nederland übernommen. Ab dem 1. Januar 2012 war SLAM!FM Teil der Talpa Media Holding. 2015 wurde der Sender in SLAM! umbenannt.
Als Talpa im Mai 2016 durch den Kauf der Telegraaf Media Groep (TMG) die volle Kontrolle über Mediahuis N.V.  erwarb, wurde beschlossen, SLAM! zu verkaufen. SLAM! und 100% NL wurden an einen der ursprünglichen Eigentümer von Mediahuis N.V., Karl Habsburg, verkauft.

## Programme
SLAM! bietet mehrere Web-Streams an:
- SLAM! 00's
- SLAM! 40
- SLAM! Hardstyle
- SLAM! Housuh in de pauzuh (House-Musik)
- SLAM! Juize (Hip-Hop und R&B)
- SLAM! Mixmarathon (DJ-Sets bekannter DJs in einer Endlosschleife)
- SLAM! Non-stop
- SLAM! Summer
- SLAM! The Boom Room (Deep House und Techno)

Unter anderem bietet SLAM! auch einen TV-Sender namens "SLAM!TV" an, der im Netz von Ziggo auf Kanal 604 ausgestrahlt wird. Bei SLAM!TV wird das laufende Radioprogramm mit Bildmaterial ausgestrahlt wie z. B. der SLAM! MixMarathon, wo DJs im Sender auflegen oder SLAM! The Boom Room.

## Logos

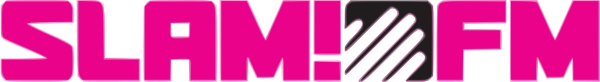
Logo von 2005 bis 2006
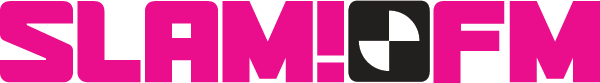
Logo von 2006 bis 2015